# Black Coffee
Nkosinathi Innocent Maphumulo (Umlazi, KwaZulu Natal, 11 de març de 1976), més conegut pel seu nom artístic Black Coffee, és un discjòquei, productor discogràfic i compositor sud-africà. Coffee va fundar el seu propi segell discogràfic Soulistic Music el 2005 i va publicar el primer àlbum homònim Black Coffee el mateix any, el qual incorporava elements de R&B i jazz.
L'any 1990, arran d'un accident de trànsit que va afectar els nervis del braç esquerra aquest li va quedar paralitzat. La seva carrera va començar pels volts de 1994 i es va fer prominent després de participar en la Red Bull Music Academy de 2004. Des de llavors ha publicat diversos àlbums d'estudi, així com un CD autònom.
Al llarg de la seva carrera musical ha rebut nombrosos reconeixements com 8 South African Music Awards, 4 DJ Awards, 2 Metro FM Awards i 1 Premi Grammy.

## Discografia
A part de senzills i remescles, Maphumulo ha publicat els següents àlbums i DVD des del 2005, tots el seu propi segell discogràfic, Soulistic Music:
- Black Coffee (2005)
- Have Another One (2007)
- Home Brewed (2009)
- Africa Rising DVD (2012)
- Africa Rising CD (2012)
- Pieces of Me (2015)
- The Journey Continues EP (2016)
- Music is King EP (2018)
- Subconsciously (2021)